# Georg Benedikt von Ogilvy
Georg Benedikt von Ogilvy (Scheltschitz, 16 marzo 1651 – Danzica, 8 ottobre 1710) è stato un generale boemo.
Fu padre del feldmaresciallo imperiale Hermann Carl von Ogilvy nonché trisavolo materno del generale austroungarico e governatore del Veneto conte Alajos Pálffy de Erdőd.

## Biografia

### La famiglia
Ogilvy era figlio del barone George Jacob Ogilvy, comandante della Fortezza dello Spielberg presso Brno, il quale era a sua volta discendente da James Ogilvy, V lord Ogilvy di Airlie, del clan scozzese degli Ogilvy dei futuri conti di Airlie. Questo lo rende imparentato anche con Angus Ogilvy, marito di Alexandra, onorevole Lady Ogilvy, cugina di primo grado della regina Elisabetta II del Regno Unito.

### La carriera militare

#### Al servizio del Sacro Romano Impero
Nel 1664, appena tredicenne, entrò nel reggimento di picchieri al servizio del generale Leslie, raggiungendo il grado di capitano. Nel 1677 venne promosso al rango di colonnello del reggimento del principe Ludovico di Baden col quale prese parte all'assedio di Buda e nel 1689 venne nominato comandante della fortezza di Belgrado.
Nel 1691 ricevette un proprio reggimento dall'imperatore Leopoldo I del Sacro Romano Impero  e l'anno successivo divenne ciambellano imperiale. Nel 1696, generale di campo, divenne comandante della cittadella militare di Tokaj. Nel 1702 venne inviato a combattere sul Reno dove prese parte all'assedio di Landau, nel Palatinato, sotto il diretto comando dell'imperatore Giuseppe I del Sacro Romano Impero. Nel 1703, venne nominato feldmaresciallo.

#### Al servizio dell'Impero russo
Durante la sua visita a Vienna nel 1698, lo zar Pietro il Grande venne a conoscenza del valore militare di Ogilvy e pertanto lo chiamò in Russia. Con il permesso dell'imperatore, Ogilvy rispose a questa chiamata e succedette al defunto generale François Lefort come generale maresciallo di campo imperiale russo e comandante generale di tutte le truppe russe. In questa veste venne impiegato nella Grande guerra del Nord. Nel 1704 comandò il campo durante l'assedio di Narva e fu in grado di conquistare la città il 9 agosto. Il 16 dello stesso mese conquistò il castello di Ivanogrod, motivo per cui anche il re Augusto II di Polonia gli concesse l'Ordine dell'Aquila Bianca, la massima onorificenza di stato.

#### Al servizio della Polonia
Dopo il suo servizio in Russia, il re polacco ed elettore di Sassonia, Augusto II di Polonia, lo nominò generale feldmaresciallo delle proprie armate, suo consigliere segreto e presidente del suo consiglio di guerra. Augusto II gli assegnò anche un reggimento di fanteria ed uno di cavalleria assieme a molti altri privilegi personali.
Nel 1708 acquisì i domini di Zahorzan e Taschau in Boemia. Poco dopo, costretto nuovamente a trasferirsi in Polonia al seguito dell'esercito sassone per assediare Danzica, morì presso quella città il 10 ottobre (secondo altre fonti l'8 ottobre) del 1710.

## Matrimonio e figli
Sposò la contessa Maria Anastasia von Zuckmantel zu Brumath († 4 giugno 1695). L'unico figlio della coppia, Hermann Carl von Ogilvy, divenne suo erede universale e come il padre proseguì la propria carriera militare al servizio del Sacro Romano Impero.

## Ascendenza
|                           |   |                    | Genitori        |  |  | Nonni |  |  | Bisnonni                              |  |  | Trisnonni                              |  |
|                           |   |                    |                 |  |  |       |  |  | James Ogilvy, V lord Ogilvy di Airlie |  |  | James Ogilvy, IV lord Ogilvy di Airlie |  |
|                           |   |                    |                 |  |  |       |  |  | James Ogilvy, V lord Ogilvy di Airlie |  |  | James Ogilvy, IV lord Ogilvy di Airlie |  |
|                           |   | Catherine Campbell |                 |  |  |       |  |  | James Ogilvy, V lord Ogilvy di Airlie |  |  |                                        |  |
| Patrick Ogilvy            |   |                    |                 |  |  |       |  |  | James Ogilvy, V lord Ogilvy di Airlie |  |  |                                        |  |
|                           |   | Jean Forbes        | William Forbes  |  |  |       |  |  |                                       |  |  |                                        |  |
|                           |   | Jean Forbes        | William Forbes  |  |  |       |  |  |                                       |  |  |                                        |  |
|                           |   | Jean Forbes        | Elizabeth Keith |  |  |       |  |  |                                       |  |  |                                        |  |
| George Jacob Ogilvy       |   | Jean Forbes        |                 |  |  |       |  |  |                                       |  |  |                                        |  |
|                           |   | …                  | …               |  |  |       |  |  |                                       |  |  |                                        |  |
|                           |   | …                  | …               |  |  |       |  |  |                                       |  |  |                                        |  |
|                           |   | …                  | …               |  |  |       |  |  |                                       |  |  |                                        |  |
| Isabella Murray           |   | …                  |                 |  |  |       |  |  |                                       |  |  |                                        |  |
|                           |   | …                  | …               |  |  |       |  |  |                                       |  |  |                                        |  |
|                           |   | …                  | …               |  |  |       |  |  |                                       |  |  |                                        |  |
|                           |   | …                  | …               |  |  |       |  |  |                                       |  |  |                                        |  |
| Gerog Benedikt von Ogilvy |   | …                  |                 |  |  |       |  |  |                                       |  |  |                                        |  |
|                           | … | …                  |                 |  |  |       |  |  |                                       |  |  |                                        |  |
|                           | … | …                  |                 |  |  |       |  |  |                                       |  |  |                                        |  |
|                           | … | …                  |                 |  |  |       |  |  |                                       |  |  |                                        |  |
| …                         | … |                    |                 |  |  |       |  |  |                                       |  |  |                                        |  |
|                           |   | …                  | …               |  |  |       |  |  |                                       |  |  |                                        |  |
|                           |   | …                  | …               |  |  |       |  |  |                                       |  |  |                                        |  |
|                           |   | …                  | …               |  |  |       |  |  |                                       |  |  |                                        |  |
| …                         |   | …                  |                 |  |  |       |  |  |                                       |  |  |                                        |  |
|                           |   | …                  | …               |  |  |       |  |  |                                       |  |  |                                        |  |
|                           |   | …                  | …               |  |  |       |  |  |                                       |  |  |                                        |  |
|                           |   | …                  | …               |  |  |       |  |  |                                       |  |  |                                        |  |
| …                         |   | …                  |                 |  |  |       |  |  |                                       |  |  |                                        |  |
|                           |   | …                  | …               |  |  |       |  |  |                                       |  |  |                                        |  |
|                           |   | …                  | …               |  |  |       |  |  |                                       |  |  |                                        |  |
|                           |   | …                  | …               |  |  |       |  |  |                                       |  |  |                                        |  |
|                           |   | …                  |                 |  |  |       |  |  |                                       |  |  |                                        |  |